# Elmedin Kikanović

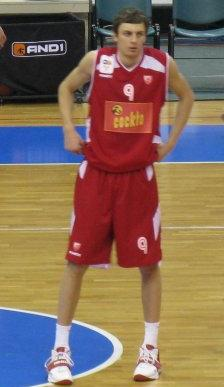
Elmedin Kikanović

Elmedin Kikanović (* 2. September 1988 in Tuzla, SR Bosnien und Herzegowina, SFR Jugoslawien) ist ein bosnischer Basketballspieler. Der Center ist bosnischer Nationalspieler.
Er begann seine Karriere bei Sloboda Tuzla. 2007 wechselte er zu Roter Stern Belgrad. Nach einem positiven Dopingtest wurde er 2010 für ein Jahr gesperrt. 2011 ging er nach Russland zu Jenissei Krasnojarsk. 2015 spielte er für SLUC Nancy Basket in Frankreich, im Sommer wechselte er zum deutschen Klub Alba Berlin.
Kikanović gab schon mit 18 Jahren sein Debüt in der Nationalmannschaft, mit der er an den Europameisterschaften 2011, 2013 und 2015 teilnahm.